# Baixa Grande do Ribeiro
Baixa Grande do Ribeiro är en kommun i Brasilien.   Den ligger i delstaten Piauí, i den östra delen av landet, 800 km norr om huvudstaden Brasília. Antalet invånare är 10 516.
Omgivningarna runt Baixa Grande do Ribeiro är huvudsakligen savann. Trakten runt Baixa Grande do Ribeiro är nära nog obefolkad, med mindre än två invånare per kvadratkilometer.